# 先總統蔣公逝世紀念日
先總統蔣公逝世紀念日，是為紀念中華民國已故總統蔣中正於1975年4月5日去世而設立的節日。定於每年的民族掃墓節（清明節）:205。2007年廢除，其間曾有媒體誤以為要把清明節取消而作錯誤報導。